# 成敏華
成敏華（1483年—？年），字文卿，湖广荆州府石首縣人，軍籍。

## 生平
治《書經》，行五，由國子生中式甲子科（1504年）湖廣鄉試第八十名舉人，年二十六歲中式正德三年（1508年）戊辰科會試第九十六名，第三甲第二十五名進士。

## 家族
曾祖成瑛。祖父成宗海。父成桂，通判。前母徐氏；母陈氏。慈侍下，兄敏學、敏脩、敏政、敏功、弟敏宽、敏中。